# 梨冠網蝽
梨冠網蝽（学名：Stephanitis nashi）为網蝽科冠網蝽屬下的一个种。